# Лінсор
Лінзор (ісп. Linzor) — стратовулкан, розташований на кордоні Болівії і Чилі, неподалік від озера Лагуна-Колорада і гори Серро-дель-Леон.
| Чилі | Це незавершена стаття з географії Чилі. Ви можете допомогти проєкту, виправивши або дописавши її. |

| Болівія | Це незавершена стаття з географії Болівії. Ви можете допомогти проєкту, виправивши або дописавши її. |

| Геологія | Це незавершена стаття з геології. Ви можете допомогти проєкту, виправивши або дописавши її. |